# Ljusdal
Ljusdal ist ein Ort in der schwedischen Provinz Gävleborgs län und der historischen Provinz Hälsingland. Er liegt 50 Kilometer westlich von Hudiksvall am Fluss Ljusnan. Ljusdal ist der Hauptort der Gemeinde Ljusdal.
Hier wird seit 1974 der Ljusdal World Cup im Bandy ausgetragen.

## Söhne und Töchter
- Michael Carlsson (* 1972), Bandyspieler
- Torbjörn Ek (1949–2010), Fußball- und Bandyspieler
- Per Fosshaug (* 1965), Bandyspieler
- Erik Hamrén (* 1957), Fußballtrainer, ehemaliger schwedischer Nationaltrainer
- Stefan Jonsson (* 1964), Bandyspieler
- Ingrid Wallin (* 1943), Schauspielerin